# وللینگهام
وللینگهام (به انگلیسی: Wellingham) یک روستا و محله مدنی در بریتانیا است که در Breckland District واقع شده‌است. وللینگهام ۴٫۳۹ کیلومتر مربع مساحت دارد.